# Fábrica Nacional de Tabacos de Cádiz
La Real Fábrica de Tabacos de Cádiz (España) fue creada en 1741 por Felipe V y al cabo de los años se trasladó a otros enclaves. El que se conserva como edificio histórico de fábrica de tabacos de Cádiz es un gran inmueble de estilo neomudéjar que se construye en 1829 en la calle Plocia, rotulado como de Fábrica Nacional de Tabacos de Cádiz. A finales del siglo XX la fabricación de tabaco se traslada a una nave en las afueras de la ciudad, siendo remodelado este edificio para su uso como Palacio de Congresos.

## Historia

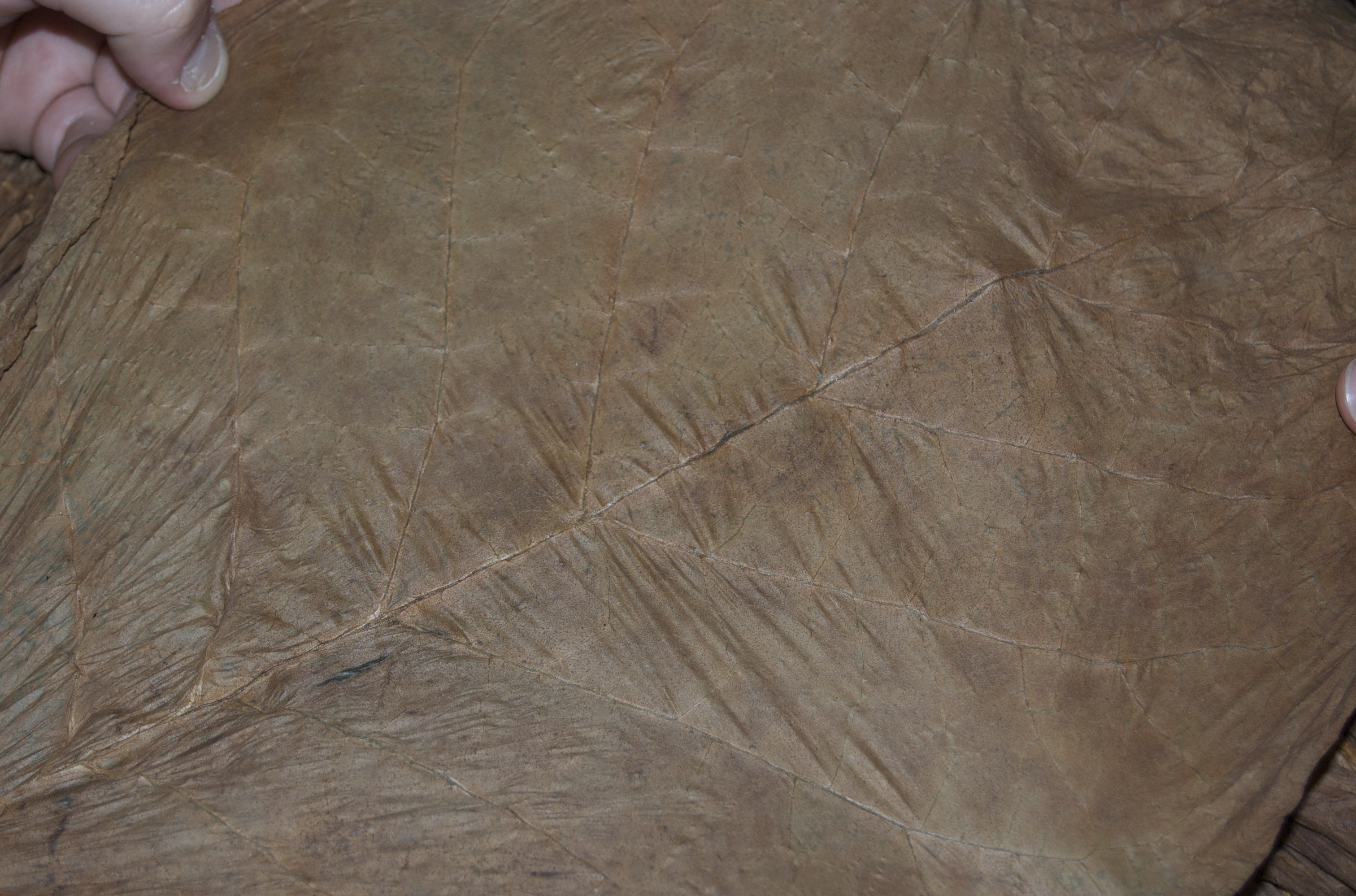
Hoja de tabaco seca. España tomaba materias primas de las colonias y las manufacturaba para así obtener riquezas.

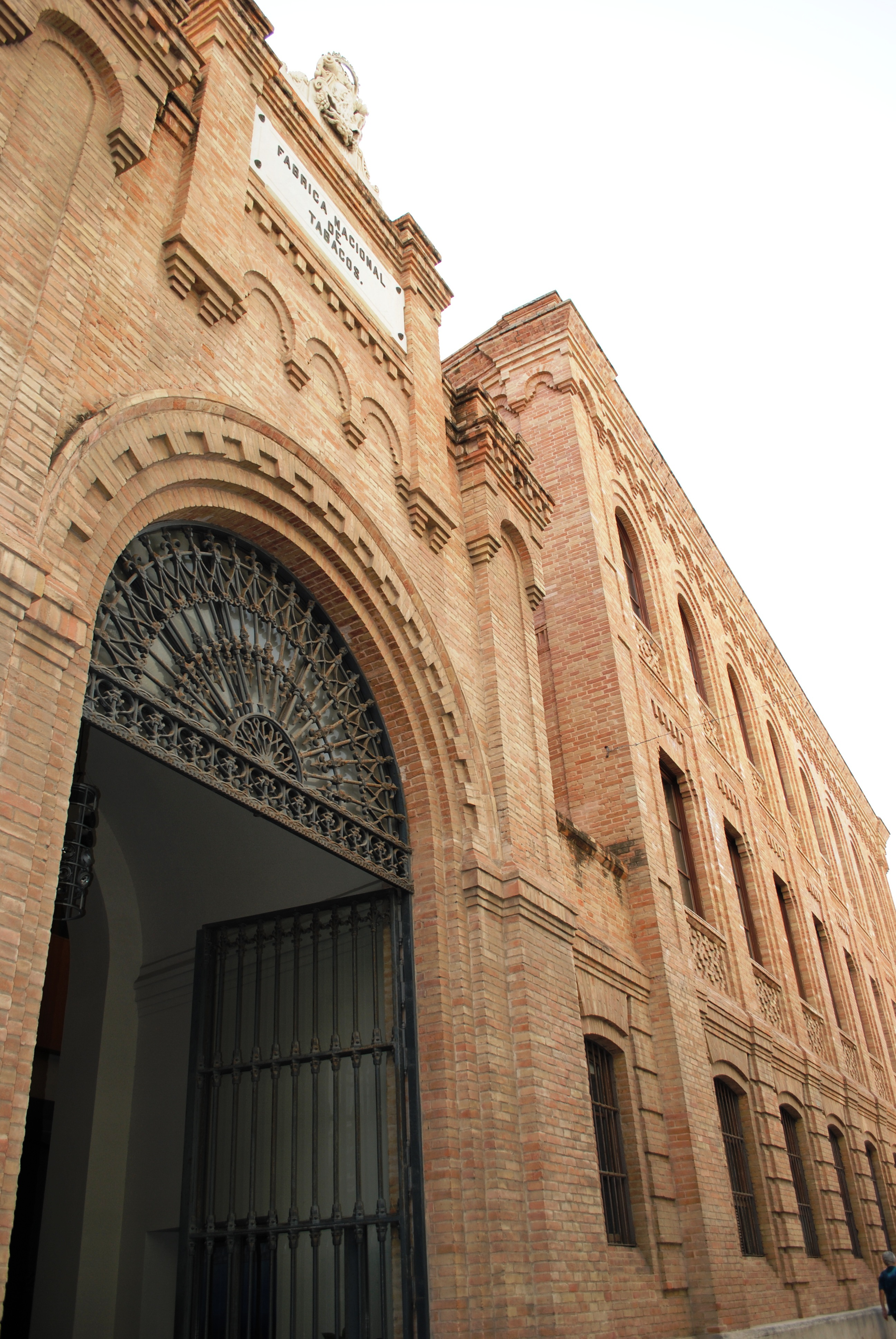
Fachada de la antigua Fábrica, actual Palacio de Congresos

La Real Fábrica de Tabacos de Cádiz fue creada en 1741 por Felipe V, si bien es evidente que previamente, a finales del siglo XVII, ya existía actividad industrial tabaquera en Cádiz.  En aquellos años su manufactura se desarrollaba en un caserón situado frente a la extinta Puerta de Sevilla, donde más tarde se construiría el edificio de la Aduana. Trabajaban unas 180 operarias que a finales de siglo eran ya 550. Este hecho singular vincula la producción de tabaco con el trabajo exclusivamente femenino. La razón no era otra que los salarios claramente inferiores que percibían las mujeres. La importancia de la factoría gaditana no sólo se debe al hecho de que fuera la pionera en la elaboración de cigarros, sino que:

(...) la manufactura gaditana cubría un importante papel para el destino de nuestra industria tabaquera. De un lado, se presentaba como modelo para todos los centros que iniciaban entonces sus andaduras. Alicante recibió de ella un inspector de labores y varias maestras encargadas del aprendizaje de las nuevas operarias. La Coruña se estableció según el modelo existente en la manufactura gaditana, e incluso Sevilla, al implantarse su establecimiento de mujeres, también recibió dos maestras y media docena de cigarreras, que ilustraron a las recién incorporadas aprendizas hispalenses.
José Manuel Rodríguez Gordillo, La Fábrica de Cádiz, esa gran desconocida

La Fábrica de Tabacos dieciochesca hay que enmarcarla, pues, en el desarrollo industrial, técnico y científico que propició la Ilustración en España. Al incremento de población derivada de la importante actividad económica, acompañaba el aumento y mejora de las edificaciones de la ciudad y de la calidad de vida, dotándola de centros educativos y culturales como el Colegio de Medicina y Cirugía (1748), el primero de tal clase que se funda en España; la creación del Observatorio Astronómico en el Castillo de Guardiamarinas (1751), que posteriormente, en 1793, sería trasladado a San Fernando; Escuelas de Dibujo aritmético y geometría, etc. Los promotores de estas actuaciones eran verdaderos prototipos del espíritu de la Ilustración, como el Marqués de la Ensenada, Jorge Juan de Santacilia y, sobre todo, el Conde de O’Reilly.
Después del primitivo enclave se utilizó como sede un edificio en la calle Rosario, frente al n.º 69. Posteriormente, en 1829, se traslada al edificio que albergaba hasta entonces la Alhóndiga, edificio que era de propiedad municipal. Su situación es de privilegio, ya que ocupa un lugar muy cercano al puerto de la ciudad, y a la entrada terrestre del istmo, protegida por las murallas. Precisamente allí, a escasos metros, se construiría la estación de ferrocarril que uniría Cádiz con Sevilla en 1861. El enlace entre las fábricas de ambas ciudades estaba por una rápida vía terrestre, y los productos elaborados en Cádiz podrían llegar a los núcleos de población más importantes de España y a las nuevas factorías tabaqueras abiertas ya en el territorio español: Alicante, La Palloza (en La Coruña), Madrid, Valencia, etc. Sin embargo, las guerras civiles que asolaron España durante el siglo XIX, así como la pérdida de la escuadra española y de la inmensa mayoría de las colonias americanas, supusieron un duro golpe para la actividad industrial al que no fue ajena la fábrica gaditana.
Esa primitiva fábrica se cerró en 1870 por orden del Ministro de Hacienda, Laureano Figuerola. Se restableció por R. O. de 17 de junio de 1871, al parecer por influencia del Ayuntamiento ante el Regente Presidente del Consejo de Ministros, Francisco Serrano, que había nacido en la Bahía de Cádiz. En esta reinauguración tuvo que ser por cuenta del Ayuntamiento de Cádiz la instalación de las maquinarias y la obra del edificio, obras de reforma que comenzaron en 1872. El Ayuntamiento cedió el edificio al Estado bajo la condición de que lo tenga mientras exista la Fábrica en Cádiz.
La Fábrica llevó una vida tranquila, hasta que en enero de 1881 y por iniciativa nuevamente del Ayuntamiento, se le da un nuevo impulso, entablándose conversaciones con la Hacienda Pública para ampliar la plantilla de obreras. El Estado acepta a cambio de que los gastos de adaptación y ampliación vuelvan a correr a costa del municipio, convenio que se firma en septiembre de 1881. Las obras costaron 734.211,69 ptas. y Hacienda acepta emplear a un total de 1958 operarias/os, más 1621 que ya existen en la plantilla, siendo finalizados los trabajos en 1885. Estas obras dieron el aspecto que tiene actualmente y que cambiaron todo el antiguo edificio excepto la zona de bóvedas. El proyecto se debe a Federico Gil de los Reyes y el resultado del proyecto fue un macizo y llamativo edificio de ladrillo visto, cerámica vidriada en cubiertas y algún detalle a mitad de camino entre las fábricas inglesas y la evocación tradicionalista. La nueva fábrica se inauguró el 27 de junio de 1887. Entre 1895 y 1897 se construyó el almacén anexo que completó la imagen que actualmente luce el edificio que alberga el Palacio de Congresos.
El Estado actúa con despreocupación, cosa poco inusual en un organismo público en la época del caciquismo político. La Hacienda Pública cede toda la gestión a la Compañía Arrendataria, la cual se muestra morosa en el cumplimiento del convenio pactado, quedando tan solo 1000 operarios, incluyendo a los mozos. También incumple el contrato moral contraído con el Ayuntamiento, por el que se comprometía a conservar al menos un 75% de la plantilla, de la mano de obra pactada con Hacienda antes de la sesión. De 2987 operarias/os que tenía que haber sólo tienen contratadas 1130 personas, un número inferior de cigarreras que las que trabajaban antes de que el Municipio hiciera el oneroso desembolso altruista para dar puestos de trabajo a la clase obrera de la ciudad. El Ayuntamiento recurre al Gobierno el 7 de noviembre de 1890, con el apoyo de más de cuatro mil firmas de vecinos de la ciudad. La respuesta fue la implantación de una maquinaria moderna para hacer cigarrillos, que recorta todavía más la plantilla de cigarreras, sin importarle para nada el daño que se hace (según consta en Cabildo de 2 de julio de 1904).

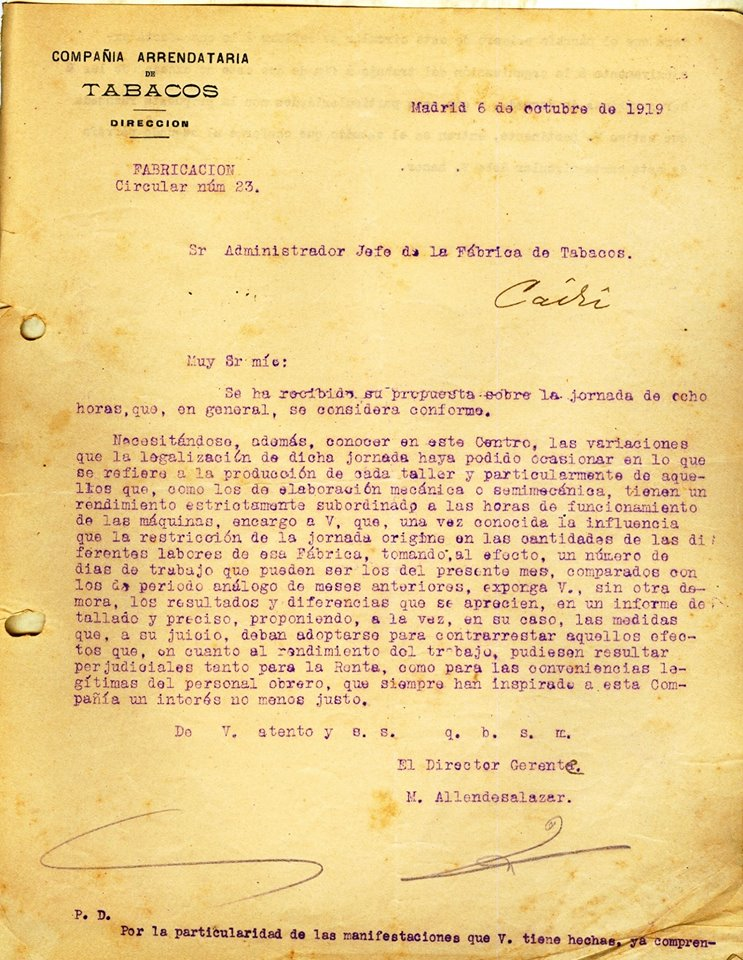
Carta Compañía Arrendataria de Tabacos

En 1919, la Dirección de la Compañía Arrendataria de Tabacos remite una carta al Director de la Fábrica de Tabacos de Cádiz, comunicándole que se ha implantado la jornada de 8 horas.
Fue una fábrica moderna, la mejor de su tiempo, con capacidad para más de dos mil trabajadoras. A finales del siglo XX, tras dejar de cumplir sus funciones fabriles, al trasladar la actividad tabaquera a una nave a la entrada de Cádiz, el edificio fue remodelado para adaptarlo a Palacio de Congresos.

## El edificio
El edificio al que se trasladó la Fábrica de Tabacos en 1829 estaba situado en la calle Plocia. Se trata de una construcción de estilo neomudéjar, algo muy común en la arquitectura civil de la época: estaciones, mercados, plazas de toros, etc. Sus tres pisos de altura se alzan sobre una planta irregular, formando una manzana exenta. Llama la atención por el ladrillo visto, la cerámica vidriada en cubiertas y algún detalle a mitad de camino entre las fábricas inglesas y la evocación tradicionalista.
La fachada principal, de ladrillo visto, deja ver unas líneas bien estudiadas y de gran efecto que, junto al almacén, forman un conjunto que revela el carácter industrial del inmueble.  El frontón de la entrada principal, con una placa de mármol, el nombre de «Fábrica de Tabacos» y que está  rematado con el escudo de Cádiz, es de menor altura que el resto del edificio, al que divide en dos cuerpos simétricos. Estos se unen al fondo del vestíbulo, donde se levanta la gran fachada sobre la que se proyecta el frontón. Ésta es más severa, si bien su elegancia viene marcada por la corrección de sus líneas. La fachada es sobria, en cuanto a decoración. Se encuentra otra placa con los años de renovación por la ciudad de Cádiz en 1883 y 1884. Debajo está el primer reloj eléctrico de la ciudad, que fue visitado a su paso por la ciudad por Thomas Alva Edison. Sobre la puerta principal se conserva el escudo barroco de la primitiva fábrica, realizado en mármol blanco en 1741.
La fachada del almacén nuevo, de dibujo diferente, también es de ladrillo fino descubierto, y en ella destaca la proporcionalidad racionalista, muy apropiada para el uso industrial al que en un principio estuvo destinado.
En el interior se observan interesantes elementos estructurales y decorativos de hierro fundido propios de la época. Sobresale el patio principal, cubierto por una gran montera de fundición acristalada. Decora las dependencias un conjunto de pinturas realizadas por artistas contemporáneos gaditanos.
En 1905, el ingeniero Antonio Muncunill hacía la siguiente descripción del edificio:

La Fábrica de Tabacos consta de planta baja, piso principal y segundo. Una parte está cubierta con azoteas y otra con teja plana vidriada, apoyada sobre un armazón de hierro formado por cuchillos sistema inglés, con sus correspondientes correas y cabrios. La puerta principal de entrada al establecimiento la cierra una elegante, sólida y bien construida cancela de hierro; a derecha e izquierda del zaguán y frente una de otra se encuentran dos pequeñas habitaciones, destinadas la primera a la portera mayor y la segunda a retretes para empleados. Está cubierto por una esbelta bóveda de cañón el mencionado zaguán, el cuál comunica con el patio del vestíbulo mediante una segunda cancela de cristales. Este patio es de forma rectangular, de 12,05 metros de longitud por 4,40 metros de ancho y cubierto por una elegante montera curva de cristales, de ligero armazón de hierro, y sirve de paso para las oficinas del Jefe, Intervención y Caja. A continuación del mismo y frente a la puerta principal, desembocan a derecha e izquierda dos escaleras de mármol, que dan comunicación con los talleres de los pisos superiores y azoteas. Sigue luego el patio central, de forma rectangular también, de 24,24 por 15,80 metros, cubierto de cristales apoyados sobre una esbelta armadura curva de hierro. Está rodeado este patio en los pisos principal y segundo por amplias y hermosas galerías de hierro, con pavimento de baldosa de cristal, las que sirven de paso para los diferentes servicios del establecimiento, las cuales apoyan sobre elegantes y ligeros pares de columnas de fundición.
Antonio Muncunill

La Fábrica de Tabacos fue el centro fabril más importante del casco antiguo. Su alta chimenea de ladrillo, la peculiar sirena y el deambular de las cigarreras llenaron de vida a la ciudad hasta hace pocos años. El desplazamiento de esta actividad fuera del centro histórico suscitó protestas ciudadanas.

## El entorno
Contigua a la antigua Fábrica de Tabacos se abre la plaza de Sevilla, amplio espacio creado tras el derribo de las murallas. En su entorno se levanta la antigua Estación de Ferrocarril, diseñada en 1890 por Agustín S. de Jubera, armonioso edificio de arquitectura de hierro y ladrillo visto con elementos eclécticos. Ante su fachada principal se construyó, en 1950, la nueva sede de la Aduana, cuyo diseño responde a la estética oficial del régimen franquista, evocando las formas clásicas. Su estructura busca armonizar con el edificio de la antigua Aduana, situada en el otro extremo del puerto, dotando así de un cierre simétrico a este espacio urbano. Ante él se sitúa el monumento a Segismundo Moret, levantado en 1906 por Agustín Querol y Subirats.